# Gustaf Rosander
Per Gustaf Rosander (i riksdagen kallad Rosander i Målerås och Rosander i Växjö), född 17 september 1882 i Lenhovda församling, Kronobergs län, död 12 december 1966 i Hovmantorps församling, Kronobergs län, var en svensk direktör och socialdemokratisk politiker.
Rosander var ledamot av riksdagens andra kammare mandatperioden 1929–1932, vid urtima riksdagen 1939 och tillhörde första kammaren från 1945 i valkretsen Kronobergs och Hallands län.